# La Florida (film)
Pour les articles homonymes, voir La Florida et Florida.
Pour plus de détails, voir Fiche technique et Distribution.
La Florida est un film québécois de George Mihalka sorti en 1993. C'est également le premier long métrage de la maison de production Les Productions Pierre Sarrazin (Sarrazin Couture Entertainment (en)). Le film est tourné à Hollywood Beach en Floride.

## Synopsis
Après avoir été conducteur d'autobus pendant 20 ans à Montréal, Léo Lespérance (Rémy Girard) décide de quitter son emploi pour prendre possession d'un motel en Floride. Il entraine avec lui sa douce moitié, Ginette (Pauline Lapointe), leur fille Carmen (Marie-Josée Croze) et leur fils Cyrille (Guillaume Lemay-Thivierge). La petite famille est bientôt rejointe par Rhéal (Gildor Roy) et Rhéaume (Martin Drainville), deux chevaliers-servants de Carmen, que Léo ne porte pourtant pas dans son cœur.
L'ouverture du motel, que Léo baptise Ginette en hommage à son épouse, contrarie « Big Daddy » Bolduc (Raymond Bouchard), propriétaire d'un motel voisin qui voit en Léo un rival potentiel. Une guerre d'usure se déclenche entre les deux hommes. Mais cette rivalité n'est pas la seule menace qui risque de mettre à mal le rêve floridien de Léo.

## Fiche technique
Source : IMDb et Films du Québec
- Titre original : La Florida
- Réalisation : George Mihalka
- Scénario : Suzette Couture, Pierre Sarrazin
- Musique : Milan Kymlicka
- Direction artistique : Barbra Matis
- Décors : André Chamberland
- Costumes : Paul-André Guérin
- Maquillage : Jocelyne Bellemare
- Coiffure : Ben Robin
- Photographie : Rene Ohashi (en)
- Son : Douglas Ganton (en), Jane Tattersall (en), David Appleby, Dino Picat
- Montage : Yves Chaput, François Gill
- Production : Pierre Sarrazin, Claude Bonin
- Sociétés de production : Films Vision 4, Sarrazin Couture Entertainment (en)
- Société de distribution : Alliance Vivafilm
- Budget : 4,1 millions $ CA
- Pays de production :  Canada
- Langue originale : français
- Format : couleur — 35 mm
- Genre : comédie
- Durée : 112 minutes
- Dates de sortie :
  - États-Unis : 11 mars 1993 (première mondiale à Hollywood en Floride, lieu de tournage du film)[3]
  - Canada : 11 mars 1993 (première simultanée à la Place des Arts de Montréal)
  - Canada : 12 mars 1993 (sortie en salle au Québec)
  - Canada : 25 mars 2008 (DVD)

## Distribution
- Rémy Girard : Léo Lespérance
- Pauline Lapointe : Ginette Lespérance
- Yvan Canuel : « Pépère »
- Marie-Josée Croze : Carmen Lespérance
- Guillaume Lemay-Thivierge : Cyrille Lespérance
- Jason Blicker (en) : Jay Lamori
- Michael Sarrazin : Roméo Laflamme
- Margot Kidder : Vivy Lamori
- Raymond Bouchard : « Big Daddy » Bolduc
- Denis Bouchard : Sylvain Silvestre
- Gildor Roy : Rhéal Larivière
- Martin Drainville : Rhéaume Larivière
- Jacques Desrosiers : curé Caron
- Gilbert Comtois : Omer
- Pierre Powers : Arthur, collègue de Léo

## Prix et nominations
Le film a reçu 8 nominations aux 14e Prix Génie (Genie Awards) en 1993, incluant meilleur Film, meilleur réalisateur, meilleur acteur (Girard), meilleure actrice (Lapointe), meilleur acteur dans un second rôle (Canuel), meilleur scénario, meilleur son et meilleur montage sonore. Le film n'a remporté aucun de ces prix, mais un prix Bobine d'Or (Golden Reel Award) fut néanmoins attribué pour la production canadienne qui a enregistré le plus grand nombre d'entrées au box-office canadien. Dans le cas de La Florida, il s'agit de 1,64 million $CAD.

## Citations
Rémy Girard dit à Pauline Lapointe : « Envoye dans l'lit, maudite chanceuse ! »